# 波野駅
波野駅（なみのえき）は、熊本県阿蘇市波野大字波野にある、九州旅客鉄道（JR九州）豊肥本線の駅である。
熊本方面から見て行くと当駅は線路が坂の上トンネル（2283m）を抜けてちょうど阿蘇山のカルデラから出た場所にある。標高は754メートルと、九州の鉄道駅では最も高い。また隣の滝水駅とともに、豊肥本線の中で列車停車本数が最も少ない駅である。

## 歴史

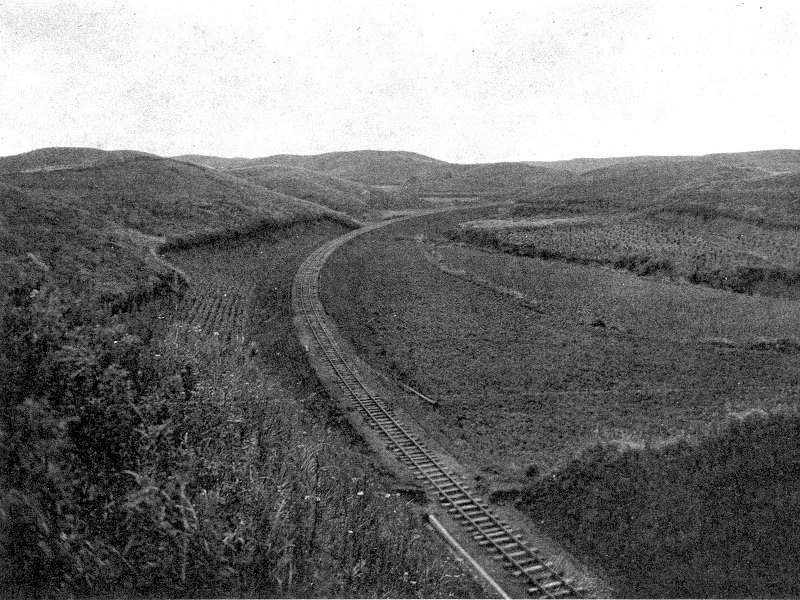
開業当時の沿線の様子

- 1928年（昭和3年）12月2日：鉄道省（後に日本国有鉄道）豊肥本線玉来 - 宮地間とともに開業[2][3]。
- 1962年（昭和37年）10月1日：貨物取扱廃止[3]。
- 1983年（昭和58年）11月30日：荷物扱い廃止[4]。駅員無配置駅となる[5]。
- 1987年（昭和62年）4月1日：国鉄分割民営化により九州旅客鉄道が継承[2][3]。
- 2000年（平成12年）8月16日：午後10時10分ごろ駅舎から出火し全焼[6]。
- 2001年（平成13年）：下り線ホームに待合室設置[2]。
- 2015年（平成27年）3月14日：ダイヤ改正でプラットホームに｢のりば番号｣が新設。

## 駅構造

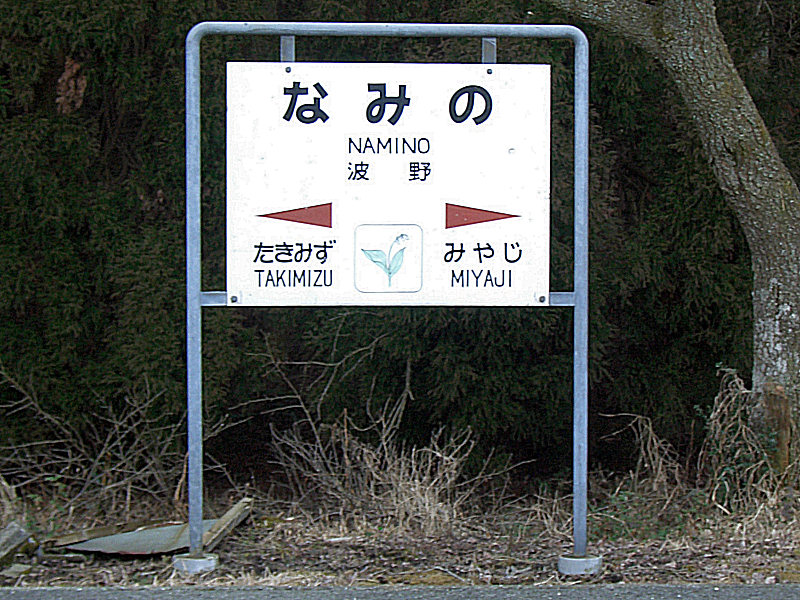
駅名標（2007年3月）

相対式ホーム2面2線を有する地上駅。互いのホームは構内踏切で連絡している。
無人駅である。以前は開業時の木造駅舎が存在したが2000年（平成12年）に焼失。以後は駅舎が再建されず、下り線ホームに待合室のみ作られた。ホームにはこの駅が九州で一番高い駅である事を示す標柱が立てられている。

### のりば
| のりば | 路線      | 方向 | 行先         | 備考 |
| ------ | --------- | ---- | ------------ | ---- |
| 1      | ■豊肥本線 | 下り | 豊後竹田方面 |      |
| 2      | ■豊肥本線 | 上り | 宮地方面     |      |

## 駅周辺
旧・波野村の名を冠するものの、中心部へは隣の滝水駅のほうが近く、周囲には森林とわずかな集落しか存在しない。駅前には県道・小地野永谷線があるが、幹線道路の国道や主要地方道（熊本県道41号高森波野線）からは遠く離れている。
- 阿蘇市立波野小学校
- 阿蘇市立波野中学校
- 熊本県道214号小地野永谷線
- 国道57号

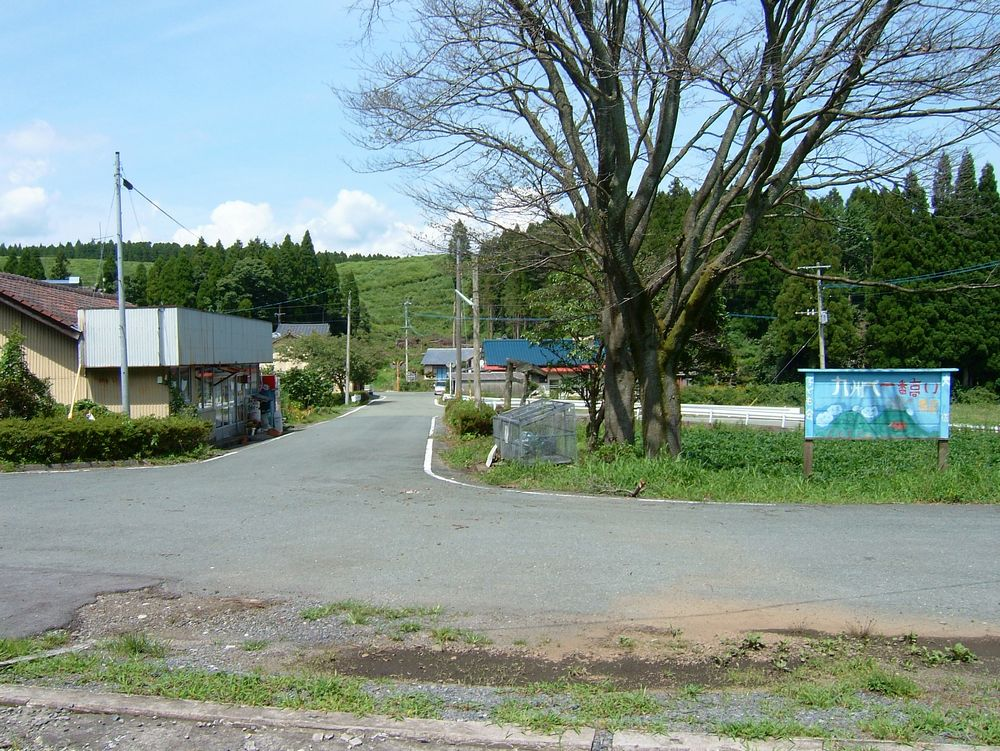
駅前

## 隣の駅
九州旅客鉄道（JR九州）
■豊肥本線
■普通
宮地駅 - 波野駅 - 滝水駅